# Col du Mont d'Orzeires
Le col du Mont d'Orzeires est un col de montagne routier à 1 061 m d'altitude dans le massif du Jura. Il est situé dans le canton de Vaud et relie Le Pont, village de la commune de L'Abbaye dans la vallée de Joux, à Vallorbe.

## Activités
Un parc animalier voit le jour en 1987 près du col. Il est renommé Juraparc en 2002.